# Opavivará
Opavivará é um coletivo fundado em 2005 e composto por cinco artistas plásticos cariocas. Estes evitam usar seus nomes junto a seus trabalhos, colocando tudo no crédito do coletivo.

## História
Em 2009, o coletivo realizou na Praça Tiradentes o trabalho "Pulacerca", aonde colocava-se 8 escadas presas com cadeados encostadas na grade que existia na praça na época.
Durante maio e junho de 2012, Opavivará fez uma cozinha coletiva na Praça Tiradentes, no centro do Rio de Janeiro. O projeto chamou-se "Opavivará! Ao vivo!". Levaram forno à lenha, bancos, mural, cadeiras, louças, mesa, bebedouros, tanques, roupas, vitrola e varal. O edital Pró Artes Visuais de 2011 financiou essa realização. A participação das pessoas que por ali passavam era estimulada: as pessoas eram convidadas a trazerem comida, temperos e receitas para a produção coletiva da comida. Com base nas conversas com as pessoas, foi possível escrever matérias para o jornal "Opavivará! Praça de Alimentação Pública".. 
Muitos outros trabalhos do Opavivará também discutem sobre arte e espaço público.